# Зграда ОШ „IV Краљевачки батаљон” Краљево
Зграда основне школе „IV Краљевачки батаљон" се налази у Краљеву на тргу Светог Саве бр. 2. Ова зграда се данас налази под заштитом државе и има статус културног добра од великог значаја. Данас је у овој згради смештен Народни музеј Краљево.

## Изградња објекта
Настојања да се у Карановцу (Краљеву) започела су знатно пре подизања одговарајуће зграде. У молбама из јула 1856. године Општина карановачка и епископ Јоаникије тражили су да се у Карановцу отвори полугимназија. Иако је Попечитељство просвете то прихватило, Савет није одобрио оснивање средње школе. Ипак, Општина карановачка није одустајала од своје намере, тако да је поново упутила идентичну молбу 1859. године, у чему је поново имала подршку епископа Јоаникија. У молби је предвиђено да се у наредном периоду изгради и одговарајућа зграда за ову установу. Ипак, Савет поново није одобрио молбу, упркос томе што се попечитељ просвете поново сложио са њом. Савет је сматрао да нема разлога за отварањем средње школе у Карановцу након повратка седишта окружне власти у Чачак 1859. године.
Упркос одбијању, Карановчани нису одустајали и упутили су нову молбу 1864. године. Овог пута нису тражили отварање средње школе, већ дозволу да подигну нову школску зграду о свом трошку јер је постојећа зграда била у врло лошем стању. Иако је министар просвете дао одобрење, окружне власти у Чачку су одложиле изградњу нове зграде тражећи објашњење зашто је нова школска зграда била потребна Карановцу када у њему постоје само 4 разреда основне школе. У новој молби из 1869. године Карановчани су тражили да нова школска зграда има 8 учионица, читаоницу, собу за ђаке са села и 4 квартира за учитеље. Након што су урађени пројекти у Министарству грађевина 1870. године више није било разлога за одлагањем изградње нове школске зграде.

## Историјат зграде
Школска зграда је завршена 1873. године и после зграде Велике школе у Београду била је највеће школско здање у Србији тог времена. Подигнута је у самом центру града, поред Саборне цркве и Господар-Васиног конака. У зграду се прво уселила основна школа, али Карановчани нису одустајали од оснивања средње школе, па су 1874. године упутили молбу Министарству просвете о оснивању полугимназије. Поред тога, највероватније 1873. године, основана је и приватна гимназија, без одобрења Министарства просвете. Приватна Гимназија је била смештена на спрату зграде у периоду од 1874. до 1875. године. Како би молба о оснивању средње школе била прихваћена, Карановац је нудио да се цела зграда школе уступи држави и да Општина карановачка прибави све неопходно за рад будуће средње школе.
Покушаји становника Краљева (Карановац је у априлу 1882. године променио име у Краљево) да њихов град добије средњу школу успешно су окончани 29. јуна 1882. године, када је краљ Милан Обреновић донео Решење којим се у Краљеву оснива Ратарска школа. Ова школа је била смештена у школском здању у центру града од 1882. до 1927. године, када је на Ратарском имању за њу била изграђена нова и већа зграда. Уместо Ратарске школе у ову зграду је одлуком Суда општине Краљевске 1928. године била усељена Гимназија. Исте године је зграда добила електрично осветљење. Гимназија је на овој локацији остала до 1951. године. Тада је у школско здање поново била усељена основна школа, која је 1955. године добила име „IV Краљевачки батаљон”. Ова основна школа је на овој адреси остала све до 1976. године, када је пресељена у новоизграђену зграду, у којој се налази и данас. Тиме је старо школско здање остало празно.
Ово здање је има важну улогу и у културном животу Краљева. У молби из 1869. године је било предвиђено да се део простора искористи за градску читаоницу, основану највероватније годину дана раније. Међутим, пошто је Читаоница у периоду Српско-турских ратова (1876-1878) привремено прекинула свој рад, није могуће са сигурношћу утврдити да ли је Читаоница била усељена у зграду одмах након њеног завршетка 1873. године. Ипак, поуздано се зна да је после обнове рада 1. јануара 1881. Читаоница наставила рад у овом здању. После Првог светског рата рад Читаонице није обнављан, већ се она налазила у саставу Гимназије.

## Изглед објекта
Када је реч о стилу градње, изграђена је у неокласицистичком стилу. Фасада је подељена на три ризалита - централни и два бочна. Сваки од њих је оивичен пиластрима, који се завршавају капителима. Главни ризалит је крунисан троугаоним тимпаноном. Оригинални пројекат имао је бочно крило према улици Олге Јовичић, које је у једном тренутку срушено. Неокласицистички стил је видљив у симетричном решавању главне фасаде, наглашавању средњег ризалита тимпаноном, назначавању бочних ризалита, ритмичном распореду лучно завршених прозора у приземљу и на спрату бочних ризалита, а осталих отвора архитравно, профилисаним хоризонталним венцима пресеченим пиластрима. Ходник зграде је окренут ка улици, док су учионице окренуте према дворишту, што организацију унутрашњег простора чини нетипичном. Степениште је смештено у средишњем делу.

## Радови на реконструкцији и претварање зграде у Музеј
Скупштина општине Краљево је 1980. године донела одлуку о реконструкцији зграде Основне школе „IV Краљевачки батаљон" и њеном уступању на коришћење Народном музеју Краљево и Историјском архиву Краљево. Музеју је требало да припадне део простора у приземљу. Међутим, Музеј је упутио приговор на овакву одлуку, па је наредне године Музеју додељено приземље и трећина таванског простора, а Архиву спрат и остатак таванског простора. Након што је Историјском архиву Краљево додељена друга зграда 1982. године започете су припреме за преуређење целе зграде ОШ „IV Краљевачки батаљон" за потребе Музеја. Припрема пројекта је била поверена архитекти Милану Палишашком. Одлука о уступању целе зграде Музеју донета је 1985. године. Након прве фазе реконструкције и адаптације зграде, која је била у врло лошем стању, нови музејски простор је отворен 21. марта 1995. године. Том приликом је одржана ретроспективна изложба Миодрага Б. Протића, који је био краљевачки ђак и који је управо у овој згради 1939. и 1940. године приредио прве изложбе. Друга фаза реконструкције зграде окончана је 2005. године.

## Галерија
- На слици се види крило зграде према данашњој улици Олге Јовичић, које је срушено у неком тренутку.
- Школска зграда у време док је у њој била смештена Ратарска школа
- Школска зграда 1928. године, у време када је у њој била смештена Гимназија
- Зграда Народног музеја Краљево у децембру 2021. године